# 快乐的大脚2
《快乐的大脚2》（英語：Happy Feet Two）是一部2011年澳美合製的電腦动画點唱機歌舞喜剧电影，2006年電影《快樂腳》的续集，依然由乔治·米勒导演。美国于2011年11月18日上映，中国大陆于2012年2月21日上映。

## 剧情
故事承接第一部，皇帝企鵝曼波与葛莉亞的儿子艾瑞克出生了。而艾瑞克对歌舞卻没有感覺，不知道為何要唱歌跳舞，因此感到自卑，最後偕同朋友小波和艾迪克斯离家出走。曼波發現兒子失蹤，趕忙離家找尋出走的孩子們。
在南極海中，兩隻哥倆好的磷蝦：蝦大仙和蝦小仙，在一番鬥嘴扭打之後，意外滾出了磷蝦群外，發現原本身處的磷蝦世界是鯨魚的食物，磷蝦活得無覺無感，極為卑微。受到衝擊的蝦大仙決定要離開磷蝦群，誇下海口要成為食物鏈最頂層的掠食者，向來附和兄弟的蝦小仙也就跟著離開蝦群。
在曼波離家後，一股神秘的力量侵入皇帝企鹅王国，造成地層下陷，皇帝企鵝被困在下陷的冰層中，無法外出捕魚。於是離開家鄉而逃過一劫的曼波、艾瑞克、小波、艾迪克斯等等成了拯救皇帝企鵝王國唯一的希望。

## 配音員
| 配音                              | 配音          | 配音                     | 角色                                                 |
| 英語                              | 國語          | 粵語                     | 角色                                                 |
| --------------------------------- | ------------- | ------------------------ | ---------------------------------------------------- |
| 伊莱贾·伍德                       | 何志威        | 張繼聰/里奥·索布雷拉     | 曼波（Mumble）                                       |
| 羅賓·威廉斯                       | 曹冀魯        | 里奥·索布雷拉            | 拉蒙（Ramon）                                        |
| 羅賓·威廉斯                       | 曹冀魯        | 里奥·索布雷拉            | 愛拉斯（Lovelace）                                   |
| 汉克·阿扎里亚                     | 陳幼文        | 里奥·索布雷拉            | 飛哥（The Mighty Sven）                              |
| 粉红佳人                          | 楊凱凱        | 莱昂纳多·索布雷拉·德索萨 | 葛莉亞（Gloria）                                     |
| 布萊德·彼特                       | 林谷珍        | 莱昂纳多·索布雷拉·德索萨 | 蝦大仙（Will the Krill），磷蝦                       |
| 马特·戴蒙                         |               | 莱昂纳多·索布雷拉·德索萨 | 蝦小仙（Bill the Krill），磷蝦                       |
| 索菲娅·维加拉                     |               | 莱昂纳多·索布雷拉·德索萨 | 卡門（Carmen）                                       |
| 愛娃·安奇斯 伊麗莎白·戴莉（唱）   | 傅其慧        |                          | 艾瑞克（Erik），曼波和葛利亞的兒子                   |
| 美比·坎普巴爾 伊麗莎白·戴莉（唱） | 莊子欣        |                          | 小波（Bodicea "Bo"），艾瑞克的朋友，母親是薇拉老師。 |
| 小本傑明·弗洛斯                   | 許淑嬪        |                          | 艾迪克斯（Atticus），艾瑞克的朋友。                  |
| 理查德·卡特爾                     |               |                          | 布萊恩（Bryan the Beach Master），海象集團的老大。   |
| 瑪格達·蘇班斯基                   | 杜素真        |                          | 薇拉老師（Miss Viola）                               |
| 雨果·韋榮                         |               |                          | 諾哈長老（Noah the Elder）                           |
| 凡夫俗子                          |               |                          | 賽蒙（Seymour）                                      |
| 安東尼·拉帕里亞                   | 康殿宏        |                          | 贼鸥老大（Alpha Skua）                               |
| 柴·史洛普 奧斯卡·彼爾德           | 劉如蘋 謝佼娟 |                          | 海象布萊恩的一對幼子（Weaner Pups）                  |
| 卡洛斯·阿拉茲拉奎                 |               |                          | 內斯特（Nestor）                                     |
| 強尼·A·山切斯                     |               |                          | 隆巴多（Lombardo）                                   |
| 隆巴多·博爾                       |               |                          | 勞爾（Raul）                                         |
| 傑弗瑞·格拉西亞                   |               |                          | 林那多（Rinaldo）                                    |
| 丹尼·曼                           |               |                          | （Brokebeak）                                        |
| 李·佩里                           |               |                          | 法蘭西斯卡（Francesco）                              |
| 李·佩里                           | 孫德成        |                          | 維恩（Wayne the Challenger）                         |
| 李·佩里                           |               |                          | （Eggbert and Leopard Seal）                         |

这部电影将有中文版的fandub版本，将于2020年中上映。由TCB电视演播室公益组织。
在此版本中，歌曲被配音和字幕。 
电影中的所有角色都由同一个配音演员配音。
电影《光之桥》（Bridge of Light）中最令人期待的歌曲经过特别翻译P!nk，以纪念第一个配音演员去世后为歌唱格洛丽亚角色的北美歌手。
普通话版本之后，该电影将提供另一种塞尔维亚语版本的翻译版本。
在影片首映前发布的视频中，它将详细显示配音过程的细节。
电影《快乐大脚怪2》 fandub通过TMB技术在立体声和5.1频道中混合使用。
此fandub中使用的工具将在完整的“Making of”中进行介绍。

## 评价
烂番茄新鲜度45%，在metacritic获得50分，好坏参半。好评有：“片中的一切都是那么美好”，“数量急剧增多的企鹅歌舞场景，在3D技术的帮助下非但没有过载，反而举重若轻”，“通过诸多精妙而细微的渠道，影片传递出相比于前作更加丰富与复杂的情节信息”。
坏评有：“虽然故事堪称丰满，但影片缺少能够让人斟酌品味的创新”，“角色的性格和形象塑造缺乏魅力，再加上笑料的贫瘠，常常给人一种万物冻僵的呆滞感”。

## 票房
美国首周末收2202万美圆，次于《暮光之城4：破曉》的1.395亿位居第二。次周末收1340万名列第三位，累计仅4377万。